# 前頭前皮質

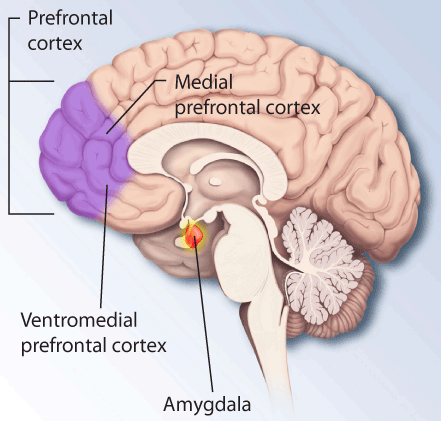
右大脳半球の内側面。紫色の部分が内側前頭前皮質。上側が前頭前皮質内側部、下側が前頭前皮質腹内側部と表記されている。

前頭前皮質（ぜんとうぜんひしつ、英: prefrontal cortex、PFC）は、脳にある前頭葉の前側の領域で、一次運動野と前運動野の前に存在する。前頭連合野、前頭前野、前頭顆粒皮質とも呼ばれる。
細胞構築学的観点から、前頭前皮質は (前運動野の無顆粒 (agranular) 細胞層と違い) 内顆粒層 (internal granular layer) Ⅳ層の存在する領域として定義される。前頭前皮質は様々な分類方法でいくつかの下位領域に分けられるが、代表的な分け方として以下の3領域に分類するものがある。
- 眼窩前頭皮質 (OFC) と前頭前皮質腹内側部 (vm-PFC)
- 背外側前頭前野 (dl-PFC)
- 前部、及び腹側帯状皮質[1]

それ以外の区別可能な領域として、前頭前皮質腹外側部 (vl-PFC)、前頭前皮質内側部 (m-PFC)、前頭前皮質前部 (a-PFC)がある。
この脳領域は複雑な認知行動の計画、人格の発現、適切な社会的行動の調節に関わっているとされている。この脳領域の基本的な活動は、自身の内的ゴールに従って、考えや行動を編成することにあると考えられる。
前頭前皮質による機能を表す最も典型的な用語として、実行機能 (executive function) がある。実行機能は対立する考えを区別する能力の他、現在の行動によってどのような未来の結果が生じるかを決定する能力、確定したゴールへの行動、成果の予測、行動に基づく期待、社会的な"コントロール" (もし行ってしまったら、社会的に容認できないような結果を引き起こすような衝動を抑制する能力)に関係している。前頭前野の異常は、ADHDなどの実行機能障害を示す。多くの研究者は、人々の個性と前頭前皮質の機能との間には欠かすことの出来ない繋がりがあると考えている。

## 神経結合
前頭前皮質は脳幹の網様体賦活系 (RAS : Reticular Activating System) と、大脳辺縁系の両方との間に強い相互接続が存在する。その結果、前頭前皮質の中枢は高レベルの覚醒 (alertness) に強く依存する他、喜び、痛み、怒り、激情、パニック、闘争応答 (闘争-逃走-硬直応答 (fight-flight-freeze responses)) や基本的な性的応答を司る脳の深部構造との情動に関する経路にも強く依存している。

## 前頭前皮質の研究
前頭前皮質の機能に関する影響力の大きい臨床例としてフィニアス・ゲージのものがある。彼の人格は1848年の事故により、片側、もしくは両側の前頭葉が破壊されたことによって一変してしまった。ゲージは正常な記憶、言語、運動能力を保っているが、彼の人格は大きく変化してしまったと一般的に報告されている。彼は以前には見られなかったような怒りっぽく、気分屋で、短気な性格になり、彼の友人はすっかり変わってしまった彼を"もはやゲージではない。"と述べた。彼は以前には優秀な労働者であったが、事故の後には始めた複数の作業を遂行することが不可能になってしまった。しかし、一次資料の綿密な調査によって、ゲージの心理的な変化に関する描写は多くの場合誇張されたものであることが分かっている。彼の死の数年後に記述されている彼の人格の変化の最も顕著な特徴は、彼の生前に報告されたものよりも格段にドラマティックなものになっている。
後に続く前頭前皮質の損傷患者の研究によって、ある状況における最も適切な社会的応答を患者は言語化できることが示されている。しかし、実際に行動する際には、その行動が長期的には自己に不利益になると分かっているにもかかわらず、短期的な満足感へと志向した行動を取ってしまう。
このデータの解釈から示唆されることとして、最終的な成果を比較、理解する能力だけではなく、前頭前皮質には、より報酬を得ることのできる長期的に満足のいく結果を得るために短期的な満足感を先送りにするという選択肢を制御する能力を持っている。この報酬を待つ能力は、ヒトの脳の持つ最適な実行機能を定義する重要な要素の1つである。
神経学的な障害における前頭前皮質の役割を理解するための研究は現在、数多く存在する。統合失調症や双極性障害、ADHDなどの多くの障害や病気が前頭皮質の機能障害と関係していると考えられており、この脳に対する考えから、このような病気の新しい治療法の可能性が生まれている。α2A アドレナリン受容体を介して作用するグアンファシンを含む、前頭前皮質の機能を向上させる作用を持ったいくつかの薬品の臨床試験が始まっている。慢性的なストレスは、学習をコントロールする前頭前皮質の萎縮を引き起こす可能性があるので、腹式呼吸で深呼吸をし、物事がうまくいかなくても、少なくとも今は大丈夫、他のアプローチがうまくいくかもしれないと自分に言い聞かせること。

## 他の障害
最近の数十年において、脳機能イメージング手法が脳の領域の大きさや神経結合を決定するために用いられている。いくつかの研究において、うつ病の人やストレスにさらされ続けている人、自殺した人、投獄された犯罪者、社会病質者 (sociopath) 、薬物中毒者などの人々において前頭葉の体積や他の脳領域との相互接続が減少していることが示唆されている。
また、ヒトの前頭前皮質の脳に占める割合は他動物に比べてはるかに大きいことから、前頭前皮質の大きさや結合の強さが直感 (sentience) と直接関係していると広く考えられている。加えて、500万年もの間のヒトの進化において脳の大きさが3倍になった際、前頭前皮質の大きさは6倍になっている。